# صالون أدبي
الصالون الأدبي أو المنتدى الأدبي هو مكان يستضيف فيه شخص بارز أو مهتم مجموعة من الناس إما للمتعة أو لصقل الذوق العام وتبادل المعارف والسجالات والمماحكات والحوارات، على منوال الحكمة الشهيرة التي أطلقها هوراس حين عرّف الشعر قائلاً «إما للمتعة أو للتأدب»، وغالباً ما ترتبط الصالونات بالحركات الأدبية والفلسفية والفكرية الفرنسية في القرنين السابع عشر والثامن عشر على الرغم من أنّ منشأها الأصلي يعود لولادة حركة النهضة في إيطاليا في القرن السادس عشر، ويرى بعض الباحثين أن أول هذه المنتديات بدأت في الأندلس.

## في المعاجم
تظهر المصادر العربية والاستشراقية القديمة أن ظهور المقاهي في الدولة العثمانية تؤكد على نشأتها قبل ظهور مصطلح «صالون» في الثقافة الغربية بما يقارب القرن.
ففي اللغات اللاتينية والجرمانية ورد لفظان لكلمة «صالون» وهما "salon" و"saloon". ويشير أحد أشهر قواميس اللغة الإيطالية إلى أنّ كلمة "salone" دخلت إلى اللغة الإيطالية عام 1550 من خلال اللغة الفرنسية، وهذا يتناقض مع ما يشير إليه قاموس الأكاديمية الفرنسية من أنّ مصطلح "salon" كان قد ظهر للمرة الأولى في فرنسا عام 1664. ويبدو أنّ المصطلح كان قد ظهر في إيطاليا قبل فرنسا وأنّ "salon" تعود إلى اللفظة الإيطالية "salone" وتعني «غرفة الاستقبال» أو «صالون الحلاقة»، وأنّ كلمة "saloon"، المستخدمة لاحقاً في لغات أخرى مثل الإنجليزية، تعود إلى أصولها الفرنسية "salon" التي تحمل معاني «غرفة استقبال» أو «القاعة»، أو«حانة» إذا ما كتبت "salon". ويجب الوقوف على هاذين المعنيين في المصادر العربية القديمة كيف أنّ القهوة كانت تُوزّع في مناسبات «استقبالٍ دينية» ثمّ تطورت لتأخذ مكانها في حانات الدولة العثمانية لاحقاً، وهو ما يؤكده لنا الشيخ الجزيري في مخطوطته قائلاً: «وكثر تجمعهم على تعاطيها في حانات لهو». ويقتبس جيرار-جورج لومير من كتاب «إسطنبول» للكاتب (إدموند أميسوس) أنّ بعض أصحاب «بيت القهوة» في القسطنطينية كانوا إلى جانب تقديم القهوة يعلّقون «على أحد الحواجز مرآةً صغيرة، وبالقرب منها ثمّة مسندٍ توضع عليه أدوات الحلاقة، وذلك لأنّ معظم المقاهي التركية هي في الوقت ذاته محلات حلاقة». ولا بد للناظر هنا أن يرى التقارب بين نشاطات المقاهي العثمانية وتعريف كلمة «صالون» الواردة في قاموس الأكاديمية الفرنسية والموسوعة العالمية.

## في إيطاليا
كان يجتمع في أيطاليا فريق من المثقفين في دائرة حوارية نقاشية في صالون إحدى راعيات الحركة الفكرية من أمثال إيزابيلا ديستيه وإليزابيتا كونزاغا.
غير أنّ النص الذي كتبه الرحالة الإيطالي بيترو ديلا فاليه، الملقب بـ (آبل بلغرينو) في كتاب رحلاته عام 1650 قد ينفي أن تكون إيطاليا قد عرفت القهوة قبل أواسط القرن السابع عشر، إلا أنّه لا يشير إلى أنها لم تعرف الصالونات بنشاطاتها الأخرى مثل «قاعة استقبال» أو «صالون حلاقة» أو «مجلس علم». حيث يصف دو لافال في رحلته طريقة إعداد القهوة، وبلغت فيه درجة الحماس أن أخذ يتغنى بعطاياها قائلاً: «في طريق عودتي سأجلب قليلاً منها وسأعرّف إيطاليا على هذا النبات الذي ما زال مجهولاً (...)، وأنها ما زالت حتى أيامنا تُستخدم كتسليةٍ دائمةٍ للأشخاص، وتمضية للوقت والساعات». ويبقى تاريخ بداية دخول القهوة إلى إيطاليا، أو أية دولة أوروبية أخرى، مثيراً لمثل ذلك الجدل الذي أثارته في دخولها إلى العالم العربي.
عرفت إيطاليا في القرن السادس عشر الصالونات الأدبية بصورتها العملية دون أن تسمى «صالوناً أدبياً»، إلا أنّها كانت ترعى حركة الأدب والفن على أيدي متنفذين وميسورين ينتمون للطبقة الارستقراطية. وتجدر الإشارة إلى أنّ النساء كنّ الأكثر اهتماماً برعاية الآداب والفنون في قصورهنّ من الرجال.

## في فرنسا

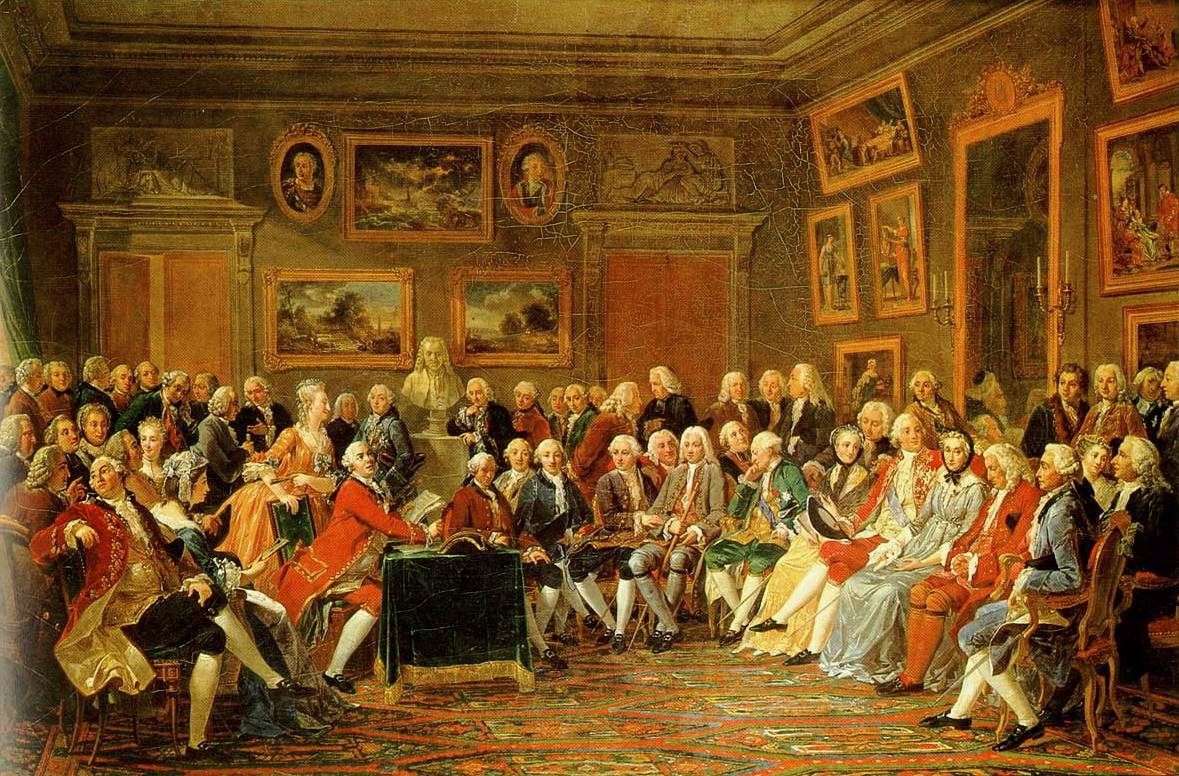
قراءة في صالون مدام جيوفران, 1755

من أوائل المرادفات لكلمة صالون المتعارف عليها في الوسط الأرستقراطي في فرنسا القرن السابع عشر ما عُرف بـ «ممر ruelle»، وأخذ هذا المصطلح من الممر بين السرير وجدار غرفة سيدة أرستقراطية كانت تستلقي على سريرها ويلتف حولها جالسين على كراسٍ مجموعة من المفكرين والأدباء فيتناقشون ويتبادلون الحوار ويتطارحون الآراء. وهذا التقليد يتعارض مع المراسم المفروضة في بلاط لويس الرابع عشر حيث تجد رعاة الملك وقوفاً من حوله كما تبينها وتثبتها لوحات الرسامين. وأقدم صالون عرفته الوثائق التاريخية هو «فندق رومبيو»، القريب من قصر اللوفر في باريس، وكانت مضيفته الرومانية الأصل مركيزة دو رومبيو واسمها كاترين دو فيفون (1588-1665) وقد أدارت جلساته منذ عام 1607 حتى وفاتها. وكانت هي من أسست لقواعد وأصول الصالونات الفرنسية بالاستناد إلى قواعد وقوانين الفروسية الإيطالية.
لم تعرف فرنسا أبداً إلقاء الشعر أو عزف الموسيقى في رحابها كما حصل في المقاهي الشرقية رغم تردد الشعراء والفنانين عليها. بل عرفت الخطابة البلاغية بهدف توعية الناس وتعبأتهم الوطنية. كما عرفت شيئاً شبيهاً بعروض القراقوز مثل مسرح الشارع المرافق لبعضها.
ذكر أنطوان غالون (1646–1715) في ترجمة له علاقة المسلمين مع القهوة والشاي والشوكولاته. وروى غالون أنه أُخبر من قبل السيد دي لا كروكس، مترجم الملك لويس السادس عشر، أن القهوة جلبت إلى باريس عن طريق السيد تيفونث الذي انتقل إلى الشرق، وفي طريق عودته إلى المدينة عام 1657 أعطى تيفونث بعض الحبوب لأصدقائه وكان السيد دي لا كروكس واحداً منهم.
ولم تظهر «الصالونات الأدبية» بلفظتها هذه في فرنسا قبل حكم الملك الفرنسي لويس الرابع عشر (1638-1715). ولا يعني هذا عدم وجود مجموعات أدبية نذكر أنّها ظهرت قبيل هذا التاريخ مثل مجموعة الشاعر الفرنسي فرونسوا دو ماليرب (1555-1628). وكان يطلق على هذه الاجتماعات عدة تسميات مثل ruelle (ممر بين سرير وجدار)، reduit (زاوية)، cabinet (حجيرة)، و alcôve (مخدع للنوم)، وكانت جميعها تتكون من صالونات صغيرة يجتمع فيه المفكرون للتناقش وترعاها عادةً عددٌ من أميرات أوروبا الغربية مثل: مارغريتا دو ناڤرا (1492-1549)، ماريا دو ميديسي (1575-1642)، مارغريتا دو ڤالوا (1553-1615) من بين غيرهم.
أما المصادر تذكر بأنّ أول «صالونٍ أدبي» فرنسي بدأ نسائياً عام 1608، وكان يُعقد في فندق مدام كاترين دو رومبوييه واستمر حتى وفاتها عام 1659، ثم صالون السيدة مادلين دو سكوديري (1607-1701).
وكانت أهمّ الصالونات الأدبية الذكورية تلك التي أسسها فالنتين كونرار عام 1629. ومن رحم هذا الصالون ولدت فكرة الأكاديمية الفرنسية التي تعد أهم صرح لرعاية اللغة الفرنسية حتى هذا التاريخ. كما أنشأ الأرستقراطي بول سكارون (1610-1660)، وذلك في عهد لويس لويس الرابع عشر أحد أهم هذه الصالونات التي ضمت في اجتماعاتها نخبةً من مفكري هذه المرحلة.

## زيارة السفير العثماني
قرر الملك لويس الرابع عشر دفع العلاقات المتوترة مع الدولة العثمانية نحو الانفراج من خلال إقامة علاقات دبلوماسية، وعليه قرر السلطان العثماني محمد الرابع إرسال سفيره سليمان آغا في يوليو عام 1669، لتكون الزيارة الأولى من نوعها التي يصل فيها مبعوث دبلوماسي عثماني إلى أوروبا.
في عام 1669 وصل سليمان آغا سفير السلطان محمد الرابع إلى باريس في رحلة بحرية حاملاً معه كمية كبيرة من حبوب القهوة لاستخدامه الشخصي، وكان مشروبا لم يعرفه الفرنسيون من قبل. أقام سليمان آغا في دارٍ فرنسيةٍ للضيافة، وقرّر أن يجهّزها بصالة استقبالٍ خيالية.
ولم يقم السفير وأتباعه فقط بتقديم القهوة كمشروب لضيوفهم الفرنسيين والأوروبيين بل قاموا بإهداء بعضاً منها للبلاط الملكي الفرنسي. تلاها أن اصدر السفير بين عامي 1669 و1670 أمراً بجعل شرب القهوة تقليداً بين الفرنسيين. وتدافع الباريسيون، مسلوبي اللب والعقل بكل مظاهر الحياة الشرقية والعثمانية على باب السفير الذي اعتقدوه خطأ السلطان العثماني. ولم يبخل السفير على ضيوفه بحسن الضيافة التي شُبّهت فخامتُها بأجواء ألف ليلة وليلة بما امتلأت به من خدمٍ وحشمٍ قدّم معها السفير لضيوفه الفرنسيين القهوة بالسّكر في فناجين صينية من البورسلين الفاخر. ويصف إسحاق ديسرائيلي في مؤلفه Curiosities of Literature أجواء مجلس القهوة العثماني الفاخر الذي كان يركع فيه العبيد السود أمام السفير العثماني، في أفخم أزياء شرقية، يقدمون أفضل قهوة مخا منتقاة بعناية في فناجين نصف بيضوية مصنوعة من البورسلان، على صحون قهوة ذهبيةٍ وفضية، موضوعة على مطرزات حريرية مهدبة بالذهب، تسكب عبقةً ساخنةً لسيدات الطبقة المخملية وهن يرفرفرن بمراوحهن بتجهمٍ ويحنين وجوههن المزينة باللون الأحمر والبودرة فوق بخار المشروب.
ما أن وصلت أنباء هذا الاستقبال إلى الملك لويس الرابع عشر، المقيم في قصر فرساي، حتى دفعه الفضول إلى الموافقة على استقبال السفير العثماني في قصره. غير أنّ هذا الأخير ما لبث أن أظهر غروراً وتسفيهاً فاحشين للبلاط الفرنسي ولمستوى الضيافة الذي قوبل به في فرساي. وقام سليمان آغا بإهداء الملك لويس الرابع عشر جزءاً من القهوة، لكن القهوة واجهت قبولاً قليلاً في البلاط الملكي، ورغم ذلك أصبحت كل باريس خلال ستة أشهر، تتحدث عن فوائد القهوة التي جلبها سفير السلطان محمد الرابع إلى البلاط الملك لويس الرابع عشر.

## في عهد لويس الخامس عشر
ورغم محدودية انتشار القهوة في جلسات البلاط الملكي زمن الملك لويس الرابع عشر، فقد قيل أنّ خليفته الملك لويس الخامس عشر قد أهدى عشيقته مدام دو باري القهوة ليسعدها فتحولت معها لموضة في البلاط الملكي إلى الدرجة التي اضطر فيها لإنفاق ما يقارب 15.000$ في العام ليمتع بناته بشربها بعد أن أصبحت كل واحدةً تسعى لتقليد عشيقته.

## المشرقيون والمقاهي الفرنسية
قام رجل أرميني الأصل يدعى باسكال ببيع القهوة للمرة الأولى للعامة في باريس عام 1672. وتقول بعض المصادر أنه جاء فرنسا رفقة السفير العثماني سليمان آغا، وباشر عمله في تقديم القهوة في خيمةٍ منصوبة في شارع سان جيرمن، وهو ما يمثل النموذج الأول للمقاهي في باريس. قام بتزويد الخيمة بعددٍ من الصبية الأتراك لخدمة العامة، وكان الصبية يديرون القهوة في فناجين مقدمة على صوانٍ في المعرض المؤقت الذي تقيمه باريس في أشهر الربيع الأولى قريباً من الحي اللاتيني. جذبت رائحة القهوة العبقة المنبعثة من صواني الصبية، الذين كانوا يتنقلون بين مرتادي المعرض، المزيد من الزبائن الذين سرعان ما تعلموا أن يبحثوا في هذا المعرض عن «الصغير الأسود» وهو اسم ما زالت فرنسا تعرفه عن القهوة حتى يومنا هذا. بعد انتهاء الموسم، افتتح باسكال محل قهوة صغير في Quai de l’Ecole قريباً من Pont Neuf على نهر السين، غير أن أكثر مرتاديه كانوا من محبي النبيذ والبيرة، فلجأ باسكال إلى توزيع صبيته على شوارع باريس ينادون بتقديم خدمة القهوة على كل باب، حتى أصبح هذا المشروب مرحباً به في المنازل التي كان يصلها الصبية، غير أنّ باسكال قرر أن ينتقل إلى لندن حيث كانت المقاهي قد بدأت بالانتشار بشكلٍ واسعٍ بين عامة الشعب.
في عام 1672، افتتح ماليبان، أحد التجار الأرمن، مقهى في في شارع بوسي. وقدم إلى جانب القهوة الدخان، غير أنه رحل بعدها إلى هولندا مخلفاً وراءه خادمه وشريكه جريجوري، الفارسي، ليديرا المقهى. فقام هذا الأخير بنقل المقهى إلى شارع مزارين، ليكون قريباً من المسرح الفرنسي الشهير Comédie Française. ثم خلفه في إدارة المقهى فارسي آخر يدعى مكارا، الذي قرر العودة إلى أصبهان، تاركاً الإدارة بيد شخصٍ يدعى لو جانتوا، من لييج.
باع رجلٌ آخر جاء من المشرق العربي يدعى يوسف القهوة بطريقة توزيعها على الناس في الشوارع كما فعل باسكال قبله، ثم تطورت تجارته وافتتح عدة مقاهٍ في باريس. ثم افتتح رجلٌ من حلب يدعى ستيفن مقهىً قريباً من Pont au Change على نهر السين، ثم انتقل إلى شارع سان أندريه بهدف التوسع.
هكذا بدأت فكرة المقاهي في باريس، ذات طابعٍ شرقيةً بكل ما في الكلمة من معنى، اعتمدت فكرة المقهى الفرنسي على الوصول لعامة الشعب والطبقة الفقيرة الكادحة والسكان أو الزوار الأجانب، لم تكن ترى أبداً النبلاء والبرجوازيين يرتادونها، ولكن التجار الفرنسيون استطاعوا اجتذاب هؤلاء إلى نوعٍ جديدٍ من المقاهي، بعد أن تأثروا بالمشارقة، فقاموا بتأسيسها على درجةٍ كبيرةٍ من الفخامة تتناسب وذوق الرجل الفرنسي النبيل والبرجوازي، فعرفت باريس مقاهٍ برأسمال وإدارةٍ فرنسيتين، تتميز بالرحابة والاتساع، تلمس فيها طابع الأناقة، مزينة بالسجاد الفاخر والمرايا الكبيرة والصور المعلقة على الجدران، إلى جانب الشموع المضاءة فوق شمعداناتٍ وأثاث مجهز من الخشب الثمين حيث تقدم القهوة والشاي والشوكولاتة وحلوياتٌ أخرى، وما أن ظهر هذا النوع من المقاهي حتى تزاحمت عليه الطبقة المخملية والثرية، وأصبحت المقاهي تحظى باحترامٍ منقطع النظير في فرنسا.

## مقهى بروكوب

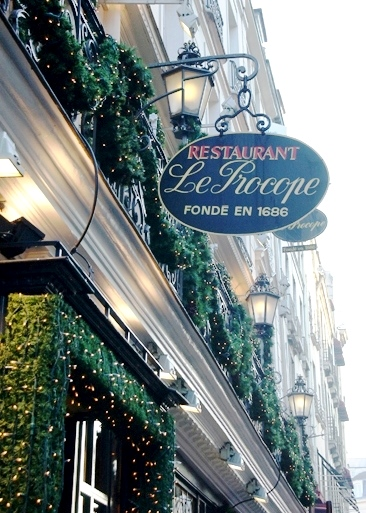

وبقيت المقاهي إما فرنسية الطابع أو مشرقية الطابع حتى عام 1689 حين مزج أحد الإيطاليين الطابع الشرقي مع الفرنسي في مقهى حمل اسمه وهو مقهى بروكوب. جاء فرونسوا بروكوب من مدينة فلورنس الإيطالية، حيث كان يعمل فيها بائعاً لعصير الليمون، وحصل على تصريح ملكي ببيع البهارات والمثلجات وعصير الليمون وغيرها من المرطبات، وسرعان ما أضاف القهوة إلى القائمة، ونجح هذا المقهى نجاحاً منقطع النظير حتى ما يزال يعرف لليوم. ومما ساهم في شهرة هذا المقهى افتتاحه قريباً من المسرح الفرنسي Comédie Française، في شارع عُرف لاحقاً باسم فوسيه سان جيرمان، ويعرف هذا الشارع الآن باسم L’Ancienne Comédie. استطاع بروكوب أن يحقق كل هذا النجاح رغم أن مقهاه بدأ بطابعٍ كئيب مزري كما وصفه أحد كتاب عصره الذي قارنه بمغارة لشدة الظلمة فيه حتى في ذروة ساعات النهار، أما في ساعات المساء فقد كانت إضاءته ضعيفة، وهو الطابع الذي كان يضفيه أولئك الشعراء الذين كانوا يرتادونه بوجوههم الشاحبة وملابسهم الباهتة كما أشباح الظلام.
ولأهمية المكان الذي اختاره بروكوب تردد عليه العديد من أشهر الممثلين والمؤلفين وكتاب الدراما والموسيقيين المعروفين في القرن الثامن عشر. أخذ المقهىً طابعاً أدبياً صرفاً، وحتى بعد إغلاقه بقرنين قُدّرت قيمة الطاولة والكرسي التي كان يجلس عليها الأديب الفرنسي الشهير فولتير بمبلغٍ كبير.
لعب مقهى بروكوب دوراً كبيراً في الثورة الفرنسية عام 1789 دونته كتب التاريخ، حيث كان يرتادها قادة الثورة من أمثال مارات وربيسبير ودانتون وهيبرت وغيرهم يتجادولون ويتماحكون وهم يتناولون القهوة أو المشروبات الروحية. ومن الشخصيات الهامة التي ترددت عليه القائد الفرنسي لاحقاً نابليون بونابرت، الذي كان يشغل وقته بلعب الشطرنج وكانت من أقدم ألعاب التسلية التي عرفتها المقاهي الفرنسية.
بعد الثورة، فقد مقهى بروكوب طابعه الأدبي ليهبط إلى مستوى المقاهي العادية، حتى أعاد إليه بعض التألق والشعبية بول فيلرين، الشاعر الذي قاد الحركة الرمزية في القرن التاسع عشر الذي أخذ يتردد عليه كثيراً. وما زال مقهى بروكوب موجوداً في باريس في الشارع ذاته.
ويسجل التاريخ أنّه مع افتتاح مقهى بروكوب أصبحت القهوة مشروب رسمي في باريس، وعرفت المدينة إبان حكم لويس الخامس عشر ما يقارب 600 مقهىً، واقترب عددها إلى 800 مع بوادر القرن الثامن عشر، وفي القرن التاسع عشر، وتحديدها في عام 1843، وصل عددها إلى 3000 مقهىً.

## أشكال أخرى للمقاهي
.

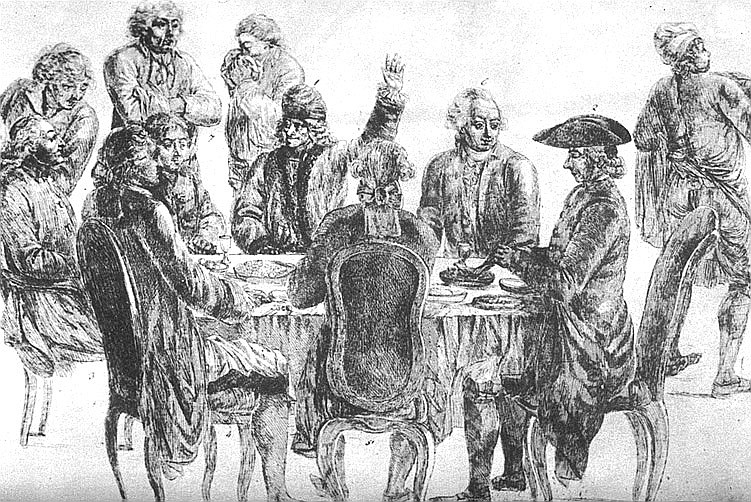
في مقهى بروكوب: من الشمال إلى اليمين: ماركيز دو كوندورسيه، لا أرب، فولتير، ديدرو

بعض الأماكن لم تبدأ كمقاهي لتناول القهوة، فعدد منها أضاف إلى قائمة مشروباته القهوة فتحولت تسميتها مع الزمن من «حانة» إلى «مقهى» مثل حانة رويال درومر، الذي أسسه جون رونبونو ليكون ملتقىً لنواب الملك لويس الخامس عشر ممن لم يكونوا يحملون سمعةً طيبة بين أبناء الشعب، خاصةً عندما تلوح في الأفق أجواءٌ احتفالية. وحتى الملكة ماري أنطونيت، زوجة لويس الخامس عشر، رقصت رقصة جماعية لا تليق بملكة في هذا المقهى الذي اقتبس اسمه كعلامةٍ تجارية لاحقاً في عالم الموضة الباريسية ليطلق على الأثاث والملابس والطعام.
انتشرت هذه الظاهرة في كل أوروبا، كما أضافتها كثير من الكباريهات والمطاعم على لوائحها في فرنسا، من بينها مطعم «البرج الفضي» الشهير الذي افتتح عام 1582. ولتضمن المقاهي نجاحاً في انتشارها وجب اختيار أكثر الأماكن متعةً حيث يفضل الزوار والسياح الجلوس لتناول المشروبات المروحة عن النفس، فنشأت غالب المقاهي قريبة من الحدائق العامة حيث تنتشر المعارض الفنية، فتكاثرت المقاهي في منطقة «القصر الملكي»، وصف ديدرو عام 1760، في مؤلفه Rameau’s Nephew، الحياة في «مقهي الريجنسي» في منطقة القصر الملكي الذي يقع حالياً في شارع سان أونوريه: «في جميع الأجواء، الباردة واللطيفة، من عادتي أن أتجول حول الساعة الخامسة مساءً في منطقة القصر الملكي (...). فإن كان الجو بارداً أو مبللاً أجلس تحت مظلة في مقهى الريجنسي، حيث أستمتع بالمراقبة بينما يلعب الآخرون لعبة الشطرنج، فليس هناك مكان في العالم يتقنون فيه لعب الشطرنج مثل باريس، ولا يتقنون اللعب في كل باريس مثلما يفعلون في هذا المقهى».
وترتبط بدايات مقهى الريجنسي بأسطورة لوفيفر، وهو باريسي بدأ حياته بمنافسة بروكوب ببيع القهوة في الشوارع، بعدها قرر افتتاح مقهىً في منطقة القصر الملكي، بيع لاحقاً لشخصٍ يدعى لوكليرك عام 1718 الذي قرر أن يطلق عليه اسم «مقهى الريجنسي» على شرف حاكم أورليانز، وهو اسم ما زال معلقاً على لوحة على باب المقهى، وكان أبناء النبلاء يفضلون كثيراً التردد على هذا المقهى. ويرتبط المقهى أيضاً بتاريخ الأدب الفرنسي، فقد كان يترد عليه أحد أشهر لاعبي المعروفين في القرن الثامن عشر فيليدور، المعروف بإتقانه للعب الشطرنج أكثر من شهرته بالموسيقى. وفي إحدى المرات لعب فيه روبيسبير، إبان الثورة الفرنسية، الشطرنج مع فتاة كانت متنكرة بملابس الرجال مقابل حياة الرجل الذي كانت تحبه، وهناك لمع نابليون بونابرت في لعب الشطرنج أكثر من شهرته كإمبراطور فرنسا، وتعالت في المقهى جدالات جامبيتا، كما لعب الشطرنج فيه كل من فولتير وألفريد دو موسييه وفكتور هوجو وتيوفيل جوتيه ودوق ريشيليو ومارشال ساكس وبوفون وريفارول وفونتينيل وفرانكلين وهنري مورجر، وذكر ديدرو في مذكراته أنه كان يحصل على تسعة قروش ليذهب لتناول القهوة هناك حيث كان يعمل على كتابة الموسوعة الفرنسية.
وكانت العربات التي تنقل سيدات الطبقة المخملية تقف أمام المقاهي حيث كان الساقي يقوم بمناولتهن فناجين القهوة بعد سكبها من أوانٍ فضية ليحتسينها داخل العربات. ويفسر لنا "بيير لا كروا"،  عام 1878، في دراسة حول القرن الثامن عشر، أسباب هروب النساء من المقاهي قائلاً: "كانت المقاهي ميداناً مغلقاً على الدوام، ومفتوحاً على الشجار والمناظرات الأدبية بين الشعراء والروائيين والنقاد، كما أدت هذه النقاشات الصاخبة التي كانت في الغالب غير شريفةٍ إلى هروب النساء من المقاهي، مع أنّ فارس هذه النقاشات العام هو (الفارس دوماس) الذي أقرّ بأنّ حضور هاتيك النساء إلى هذا المكان العام لم يكن مخالفاً لآداب اللياقة، ولم تكن النساء الجميلات والروحانيات يخشين المجيء إلى المقهى جماعاتٍ جماعات، كن يثرثرن، مع أصدقائهن ولكنهن ما لبثن أن تركن المجال للمغرمين بالآداب.
ويمكن رؤية ملامح بعض المقاهي الفرنسية من المقارنة التي قدمها المستشرق الفرنسي جيرار دو نيرفال بين مقاهي باريس وأحد مقاهي القاهرة بعد زيارته لمصر، حيث ينفي دو نيرفال أن يكون قد رأى في المقهى القاهري تلك الزاخرف الشائعة في المقاهي الباريسية حيث تزين الجدران بوريقات النفل الثلاثية، ويعتمد البناء الباريسي على الأعمدة وتكتسي جدرانه بالخزف وبيوض النعام المعلقة. ما زالت لعبة الشطرنج تُلعب في الريجنسي حتى يومنا هذا، ولم يعد من الواجب على اللاعبين أن يدفعوا على كل ساعة يقضونها على الطاولة مع دفعات إضافية لإضاءة شمعات إلى جانب لوح الشطرنج كما كانت العادة في القرون السابقة.
رسم المؤرخ ميشيليه لوحة بكلماته المعبرة يخبر فيها أن باريس أصبحت مقهىً رحباً، ووصلت الحوارات في فرنسا إلى أوجها، وقل الإقبال على البلاغة والخطابة كما كان في عام 1789، ولم يعد من الممكن الحديث عن خطباء عدا روسو، وتدفقت روح الدعابة العفوية فيها، ويعزو الفضل لهذه الروح المتلالئة للثورة الفرنسية الميمونة ولمجيء القهوة الذي قلب العادات الفرنسية وحسن مزاجهم الإنساني. لم ينافس تأثير القهوة إلا ظهور الدخان بعد قرون، وأزيلت كباريهات وضيعة كثيرة، خاصةً تلك التي وجدت زمن لويس الخامس عشر، وانتشر التحرر بين أبناء الشعب، فانتشر الشبان في شوارع المدينة بصحبة نساء رعنات. مرت على فرنسا ثلاث عصور حديثة من المقاهي: المقاهي العربية الرائدة التي تأسست قبل عام 1700، بنسائه المهندمات اللواتي كن يترددن على صالونات بونار يحتسين القهوة في فناجين صغيرة مستمتعاتٍ بعبق الشرق العربي، وهن يدرن الأحاديث حول حريم شاردان وتسريحة السلطان وليالي ألف ليلة وليلة عام 1704، ويقارن ضجيج قصر فرساي بجنة الشرق العربي. وبين عامي 1710-1720 استقبلت باريس القهوة الهندية وأصبح لها شعبية واسعة ويمكن الوصول إليها بأسعار رخيصة، وكانت تصل لفرنسا بعد زراعتها في جزيرة بوربون البركانية، التابعة للتاج الفرنسي، أحدثت ثورة في عالم القهوة في مقهى الريجنسي وفي الروح الباريسية التي اجتاحتها السعادة والدعابة حيث تألقت أشعار فولتير والرسائل الفارسية في الإشارة إليها، ولن تستطيع أفضل الكتب أن تصف تلك الأحاديث السارحة في الهواء، القادمة والذاهبة متنقلةً بكل مراوغةٍ بين الحاضرين، يشبه بسحره مارد القنينة في قصص ألف ليلة وليلة. صدّرت الحكومة الفرنسية القهوة وزرعتها في المرحلة الثالثة في جزر الأنتيل التي أعادت تصديرها لفرنسا من سانتو دومينغو، قهوة نالت رضى شبان عصر الموسوعة الفرنسية، وتحول إلى مشروب مفضل لعدد من مفكري تلك الحقبة من أمثال بوفون وديدرو وروسو الذين احتسوها في مقهى بروكوب بعد الثورة الفرنسية، وحين كان يصعد دانتون منبره للخطابة كان يقول عن القهوة: «يجب أن يتناول الحصان غذاءه من الشوفان».

## تأثير المقاهي
ساهمت القهوة بتغيير الأنماط الاجتماعية والنفسية لأهل باريس وساهم الباريسيون بدورهم بتعديل طعم القهوة بعد أن كان يغلب على طريقة تحضيرها أن تقدم من ماء مخلوط بالقهوة المطحونة، وكان الباريسيون يميلون إلى القهوة المحلاة بكميات كبيرة من السكر مما أدى لشيوع استعمال السكر مع انتشار شرب القهوة.
توسعت مهنة المقاهي وازداد عددها كل عام واحتد التنافس فأصبح من الضروري اجتذاب الزبائن بطرقٍ جديدة، فولدت فكرة غناء المقاهي، فقدمت الأغاني والمونولوجات والرقصات والمسرحيات القصيرة للمترددين على المقاهي، قدمت العديد من هذه العروض في الهواء الطلق في منطقة الشنزليزية، وعرف الباريسيون مقاهٍ مختصة في تقديم القهوة خلال الأجواء السيئة مثل إلدورادو والكازار ديفيه وسكالا وجيتيه وفولي بوبينو ورومبوتو ومسرح القرن التاسع عشر والمسرح الأوروبي وعدد كبير جداً من مقاهي الترفيه والتسلية، ولاحقاً، بين نهايات القرن السابع عشر وبدايات القرن الثامن عشر، ستقوم المقاهي على إضافة مشروبات جديدة على لوائحها ثم أصناف من الأطعمة حتى تحول عدد من المقاهي إلى مطاعم مع الوقت.

## في النمسا
أدخل النمساويين القهوة إلى أوروبا عام 1683م بعد أن هزموا الأتراك في موقعة فيينا، وفتح أول مقهىً في أوروبا في فيينا عام 1645م. وتحدث الكتب أن أراد إمبراطور النمسا أن يكافيء أحد جنوده ويدعى «كولشتزكي» على بطولاته في الحرب، فإذن له أن ينتخب ويختار بنفسه الغنائم التي تروق له، فاختار الضابط كميةً كبيرةً من البنّ وتعلّم من أحد الأسرى الأتراك طريقة صنع القهوة، ثم افتتح بعد ذلك مقهىً في فيينا فكان أول مقهىً في أوروبا.

## في ألمانيا
يعود تناول القهوة في ألمانيا تقريباً إلى عام 1670م، ثم ظهرت في بلاط إلكتور الأعظم في براندنبورغ عام 1675م، ويعود الفضل لتاجرٍ إنجليزي في إدخال مشروب القهوة إلى شمال ألمانيا من خلال افتتاح مقهى لها في هامبورغ بين عامي 1679-1680، ثمَ تبعه افتتاح عددٍ كبير من المقاهي في مدن ألمانية مختلفة: في ريغنسبورغ عام 1689، ثم لايبزيغ عام 1694، تلاها نوريمبيرغ عام 1696، ثم شتوتغارت عام 1712، ثم أوغسبورغ عام 1713 وبرلين عام 1721.
في عام 1670م امتدت عدوى المقاهي إلى ألمانيا، وظلت الحال كذلك حتى عهد الملك فريدريك الأعظم الذي راعه مقادير القهوة التي يحتسيها رعاياه، وتضخم أموال تجار القهوة الأجانب تبعاً لذلك، فأصدر قراراً يحض المواطنين الصالحين على احتساء البيرة بدل القهوة، ولم يستهجن الشعب القرار لأن الملك فريدريك ذاته نشأ على حب البيرة شأنه في ذلك شأن أسلافه وضباط جيشه، بل وكان يعتقد أن ألمانيا كسبت حروباً على أيدي جيوش يحتسي جنودها البيرة. من الطريف أن نظرة فريدريك تطورت إلى النقيض، فاحتكر هو استيراد البن والإشراف على طحنه حتى أصبح من أكبر موارد الدخل الحكومية، وأفضى ذلك إلى نشوء طبقة جديدة من موظفي الحكومة أطلق عليها اسم «شمامي القهوة»، وكان يقع اختيار أفرادها على محاربين قدامى يعهد إليهم تعقب أصحاب مطاحن القهوة غير المرخص لها، وذلك بتشمم روائح البن الزكية المنبعثة من مكامنهم. وكان «الشمامون» يمنحون عادة نصف الغرامات التي يحكم بها المخالفون. ويوضح كتاب «كل شيء عن القهوة» أن مشاعر الغضب اشتعلت إزاء هذا القرار الذي طاله تمرد الشعب، ولم يتمكن حتى الضباط البروسيين أنفسهم من منع عناصر الجيش من تناول القهوة، مما اضطر الملك لتقديم تنازلات تسمح للشعب بتناولها وتداولها والتجارة بها على أن يتم شراؤها من الحكومة الألمانية نفسها، بعد أن واجه تناول القهوة معارضة في بروسيا وهانوفر لأنزعاج الملك فريدريك الأعظم بسبب المبالغ الهائلة التي تدفع للتجار الأجانب مقابل تزويدهم بالقهوة، وحاول محاصرة الظاهرة بحصر شربها على فئة نخبوية من أبناء البلاط وطبقة النبلاء وقادة الجيش ورجال الكنيسة. وبقي شرب القهوة مقتصراً لفترة من الزمن على هذه الطبقات الثرية، امتلأ البلاط الملكي في ألمانيا خلالها على محمصات القهوة وأباريق وفناجين خاصة بها من البورسلين، وأصبحت القهوة تقدم في حفلات البلاط الفارهة.

## في إنجلترا
يعود تفسير ولادة مصطلح "Coffee" إلى اللغة الإنجليزية عام 1598 عن طريق الكلمة الهولندية «كوفي». ويتم إيجاد هذه الكلمة عن طريق الكلمة التركية «كافي»، ولفظها العربي هو القهوة وتتم اختصارها إلى«قهوة البن» أو «خمر الحبوب». والأصل المحتمل لأصل الاسم هو «مملكة كافا» في أثيوبيا التي هي منبت نبات القهوة، واسمها هناك هو بنّ. أصبحت القهوة بشكل كبير من خلال جهود الشركة الهندية البريطانية الشرقية والشركة الهندية الهولندية الشرقية متوفرة في إنجلترا قبل القرن السادس عشر تبعاً لرواية ليونهار رولف عام 1583. ويقال أنّ أول مقهى تم افتتاحه في إنجلترا في جادة مايكل آلي في كورن هل. وكان جراند كافيه أول مقهىً في إنجلترا وافتتحه في 1650 رجلٌ يهودي اسمه يعقوب، ومازال مفتوحاً حتى يومنا هذا لكنه تحوّل إلى بارٍ للخمور وهو مشهورٌ بذلك.
ومن أقدم النصوص الإنجليزية حيث ذُكرت القهوة وكانت تلفظ "coffa"، في كتاب الكابتن جون سميث «رحلات ومغامرة Travels and Adventure»، المنشور عام 1603، أورد فيها أن القهوة، التي يطُلق عليها عندهم coava، تعد المشروب المفضل للأتراك. والكابتن جون سميث، هو ذاته مؤسس مستعمرة فيرجينيا عام 1607، ويرجح أنه كان أول من أدخل مشروب القهوة إلى الغرب الأمريكي.
ووصف صموئيل برتيشز (1527-1626)، من هواة جمع رحلات الإنجليز، في كتابه «رحلات برتيشز المقدسة Purchas His Pilgrimes» عادات العرب في جزيرة سوطرة، جمعها من ملاحظات التاجر ويليام فنتش، حول تناولهم مشروب أسود في طبق صيني يدعى Coho، يجلبونه من مكة ويقدمونه ساخناً، وهو جيد للرأس وللمعدة.
وكان السير جورج سانديز (1577-1644)، الشاعر قد زار تركيا ومصر وفلسطين، وسجّل في كتاباته عن الأتراك: «على الرغم من خلوها من الحانات، بيد أن لديهم بيوت القهوة coffa-houses حيث يلتقون. يجلسون للتحدث هناك غالب اليوم، يرتشفون القهوة (المصنوعة من بذار) في أطباق من الصين، ويتناولونها ساخنة بدرجة يتحملونها. كانت سوداء بلون السخام وطعمه لا يشبهه شيء. يساعد، كما يقولون، على الهضم ويجلب الخفة. والكثير من عمال المقاهي من الصبيان الحسان، وهي وسيلة قذرة لجذب الزبائن».
ويذكر عالم الببليوغرافيا ويليام أولديز (1696-1761) أنّ تاجراً إنجليزي يدعى السيد دانييل إدواردز كان قد تعرف على مشروب القهوة في تركيا وأحضر معه إلى لندن خادماً أرمنياً أو يونانياً يدعى باسكوا روزيه ليعمل على تحضير المشروب له، ونظراً لإقبال الناس عليه قام افتتح هو ونسيبه بمساعدة هذا الخادم أول مقهى في شارع سانت ميشل في منطقة كورنهيل، مقابل الكنيسة. وقد يكون نسيبه هو السيد بومان هو ذاته الذي ورد ذكره في أعمال الباحث الإنجليزي في مجال الفلكلور والأثريات جون اوبري (1626-9716) حول أنّ أول مقهى في لندن افتتحه شخص يدعى بومان حوالي العام 1652.